# La Paloma-Lost Creek
La Paloma-Lost Creek és una concentració de població designada pel cens del Comtat de Nueces (Texas, Estats Units d'Amèrica).

## Demografia
Segons el cens dels Estats Units del 2000 La Paloma-Lost Creek tenia 323 habitants, 76 habitatges, i 65 famílies. La densitat de població era de 15 habitants/km².
Dels 76 habitatges en un 55,3% hi vivien nens de menys de 18 anys, en un 73,7% hi vivien parelles casades, en un 5,3% dones solteres, i en un 13,2% no eren unitats familiars. En el 9,2% dels habitatges hi vivien persones soles el 3,9% de les quals corresponia a persones de 65 anys o més que vivien soles. El nombre mitjà de persones vivint en cada habitatge era de 3,88 i el nombre mitjà de persones que vivien en cada família era de 3,8.
Per edats la població es repartia de la següent manera: un 47,4% tenia menys de 18 anys, un 8% entre 18 i 24, un 22,6% entre 25 i 44, un 17,6% de 45 a 60 i un 4,3% 65 anys o més.
L'edat mediana era de 19 anys. Per cada 100 dones de 18 o més anys hi havia 102,4 homes.
La renda mediana per habitatge era de 37.708 $ i la renda mediana per família de 39.167 $. Els homes tenien una renda mediana de 40.833 $ mentre que les dones 25.893 $. La renda per capita de la població era de 9.955 $. Aproximadament el 22,2% de les famílies i el 34,7% de la població estaven per davall del llindar de pobresa.

## Poblacions properes
El següent diagrama mostra les poblacions més properes.